# Sedimento
Os sedimentos são resultantes da erosão de rochas, da precipitação química a partir de oceanos, vales ou rios ou biológica (gerado por organismos vivos ou mortos), depositados na superfície da Terra ou nos corpos hídricos.
A deposição dos sedimentos ocorre camadas de partículas soltas quando diminui a energia do fluido que o transporta, água, gelo ou vento. As características dos sedimentos dependem da composição da rocha erodida, do agente de transporte, da duração do transporte e das condições físicas da bacia de sedimentação.
As rochas sedimentares são formadas pelo acúmulo e litificação dos sedimentos. Os sedimentos e as rochas sedimentares formadas por eles são classificados de acordo com o tamanho de grão (granulometria), material constituinte, grau de arredondamento e textura.

## Tipos de sedimentos

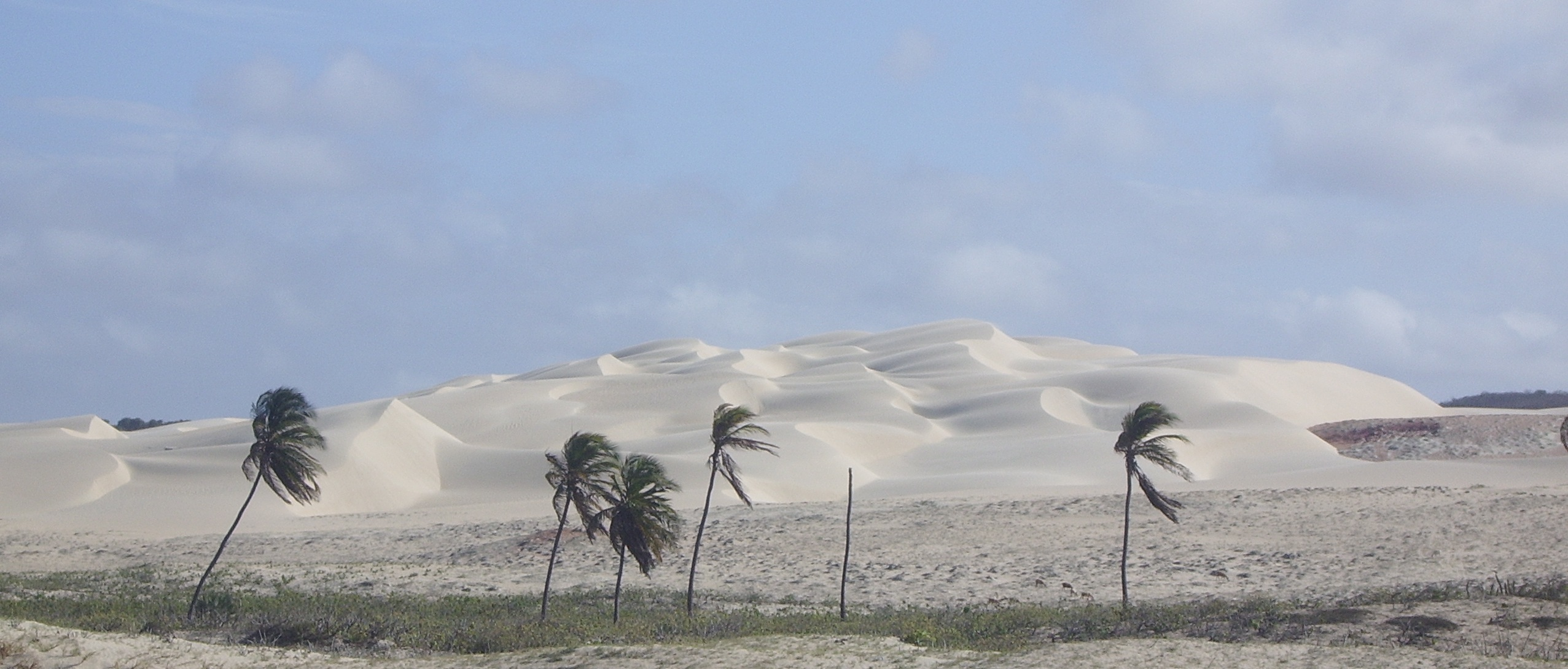
Dunas em Ponta do Mel no Rio Grande do Norte (Brasil), resultante de depósito de sedimentos transportados pelo vento.

De acordo com sua origem e local, os sedimentos podem ser classificados em diferentes grupos. Os mesmos podem ser classificados como: sedimentos gerados pelo intemperismo dos continentes, sedimentos gerados a partir de restos de organismos que secretam conchas minerais e sedimentos compostos pela precipitação de cristais inorgânicos quando elementos químicos dissolvidos na água se combinaram para formar novos minerais. De acordo com a deposição, os sedimentos podem ser agrupados como sedimentos clásticos ou sedimentos químicos ou bioquímicos.

### Sedimentos clásticos
São as acumulações de partículas clásticas, ou seja, aquelas geradas pela fragmentação das rochas preexistentes na superfície, sujeitas a intemperismo. Estes sedimentos são também chamados de siliciclásticos, pois são gerados a partir de rochas compostas predominantemente por silicatos. A mistura de minerais nestes sedimentos é variada, mas a presença de quartzo inalterado, que é um mineral resistente ao intemperismo, é comum nos sedimentos clásticos. Outros minerais presentes são o feldspato, os argilominerais e outros. Quanto à forma e granulometria, estes sedimentos são bastante variados: desde matacão a seixo, de areia a argila. A forma destas partículas é definida pelo mecanismo de fraturamento e quebra.

### Sedimentos químicos e bioquímicos
O intemperismo, além de gerar partículas minerais, também gera produtos dissolvidos como íons e moléculas em solução. Estas substâncias são precipitadas a partir de reações químicas ou bioquímicas, gerando sedimentos. Os sedimentos químicos formam-se no local de deposição ou próximo a ele. Os sedimentos bioquímicos são minerais não-dissolvidos de restos de organismos ou minerais precipitados por processos biológicos. É comum a sobreposição destes dois tipos de sedimentos. Em ambientes marinhos rasos, os sedimentos bioquímicos consistem em partículas sedimentares precipitadas biologicamente, como as conchas. Por vezes, as conchas também são transportadas e depositadas em sedimentos bioclásticos. Estes sedimentos são compostos por dois minerais de carbonato de cálcio - a calcita e a aragonita. Já no fundo do oceano, as conchas são de tipos menos variados e a predominância é de calcita, embora possa haver sílica precipitada. Processos inorgânicos também levam à precipitação de sedimentos químicos: a evaporação da água do mar pode precipitar gipsita ou halita.

### Sedimentos em corpos hídricos
Em corpos hídricos os sedimentos podem ser encontrados no leito ou na coluna d'água dos corpos hídricos:
- Os sedimentos da coluna d'água são formados por partículas leves (como as frações silte e argila) que são carregadas pelo fluxo.
- Os sedimentos de fundo (leito) são formados pela deposição de partículas orgânicas e inorgânicas que se acumulam nos corpos hídricos, especialmente em ambientes lênticos como lagos. Estes sedimentos tem importância na ecologia aquática, influenciando nos ciclos biogeoquímicos e a qualidade ambiental destes ambientes.[2]

## Importância dos sedimentos em ecologia e na engenharia

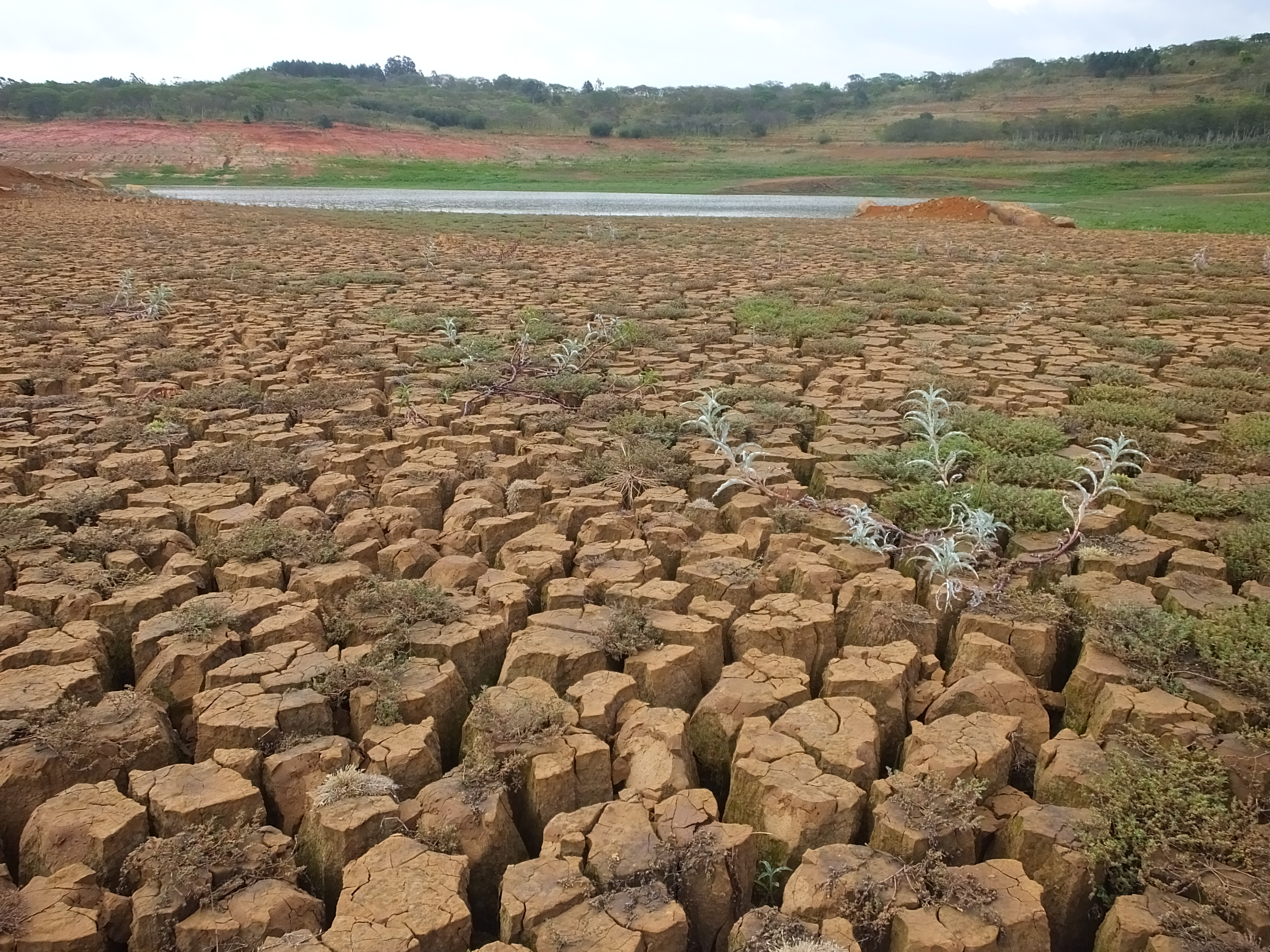
Sedimento seco em represa

Os fundos dos oceanos e lagos são, em grande parte, cobertos por sedimentos que formam um substrato que pode suportar ecossistemas complexos. Na zona eufótica, os sedimentos podem ancorar plantas que servem de alimento e refúgio a muitos animais; nas zonas mais profundas, são as bactérias que formam a base da cadeia alimentar destes ecossistemas bênticos.
No Brasil o estudo dos sedimentos tem grande importância por causa de inteferências antrópicas, como por exemplo,  mau uso do solo, causando diversos problemas pela erosão, voçorocas, transporte de sedimentos nos rios, depósitos em locais indesejáveis e assoreamento das barragens.
A deposição de sedimentos em reservatórios é um grande problema da engenharia hidráulica, pois a maioria da energia consumida vem de usinas hidroelétricas. No caso da Usina hidrelétrica de Tucuruí, por exemplo, foi calculado, pelos pesquisadores Jorge Rios e Roneí Carvalho, em 400 anos o tempo necessário para o assoreamento total do reservatório da barragem.
Um risco associado a poluição de sedimentos envolve a entrada de elementos e compostos na cadeia alimentar, através da biomagnificação. Devido a retenção de metais e compostos, os sedimentos são utilizados como indicadores ambientais da contaminação de corpos hídricos.